# John Henricks
John Henricks (Australia, 6 de junio de 1935) es un nadador australiano retirado especializado en pruebas de estilo libre, donde consiguió ser campeón olímpico en 1956 en los 100 metros.

## Carrera deportiva
En los Juegos Olímpicos de Melbourne 1956 ganó la medalla de oro en los 100 metros estilo libre, con un tiempo de 55.4 segundos que fue récord del mundo, y también el oro en los relevos de 4x200 metros estilo libre, por delante de Estados Unidos y la Unión Soviética.